# الجيش الأخميني الشاهنشاهي
تألف الجيش الأخميني الشاهنشاهي (بالفارسية: سِپاهِ شاهنشاهیِ هخامنشی) من جنود من أجزاء مختلفة من إيران، لكن جوهر الجيش كان المحاربين الإيرانيين.
جاء هؤلاء الجنود من جميع أنحاء هذه الإمبراطورية الشاسعة: من بلاد فارس وآسيا الوسطى إلى نهر الدانوب. بعد الفرس، كان للميديين أكبر عدد من الجنود في الجيش الإيراني، وكان العديد منهم جنرالات في الجيش المادي. توفر كتابات الكتاب اليونانيين مثل هيرودوت وأريان وزينوفون معلومات مفيدة عن الجيش الأخميني، لكن يجب أن نتذكر أن كتابات الإغريق عن الإيرانيين متحيزة إلى حد كبير لأن بلادهم كانت في حالة حرب مع الأخمينيين وحاولوا المبالغة. من حيث عدد القوات الأخمينية، يجب أن تكون انتصاراتهم عليها أكثر بروزًا. معظم الكتابات أخذت في الاعتبار الرواية اليونانية فقط، لذا فإن الأرقام المذكورة في هذه التقارير مثيرة للجدل إلى حد كبير وهي مجرد تكهنات. من ناحية أخرى، يقدم جوزيف فيشوفر رؤية متوازنة وعادلة للمعارك الأخمينية.